# Targassonne
Targassonne (Catalaans: Targasona) is een gemeente in het Franse departement Pyrénées-Orientales (regio Occitanie) en telt 194 inwoners (2004). De plaats maakt deel uit van het arrondissement Prades.

## Geografie
De oppervlakte van Targassonne bedraagt 7,8 km², de bevolkingsdichtheid is 24,9 inwoners per km².
De onderstaande kaart toont de ligging van Targassonne met de belangrijkste infrastructuur en aangrenzende gemeenten.

## Demografie
Onderstaande figuur toont het verloop van het inwonertal (bron: INSEE-tellingen).